# Dimeria balakrishnaniana
Dimeria balakrishnaniana är en gräsart som beskrevs av K.Ravik., Sreek. och Lakshm. Dimeria balakrishnaniana ingår i släktet Dimeria och familjen gräs. Inga underarter finns listade i Catalogue of Life.